# Michel Armand
Michel B. Armand  (* 1946 in Annecy, Département Haute-Savoie) ist ein französischer Professor (Emeritus) für Chemie, Physiker, Materialforscher und Elektrochemiker. Er arbeitet seit 2011 am CIC energiGUNE in Spanien. Er erdachte Ende der 1970er Jahre die Grundlagen einer aufladbaren Batterie, in der Lithium-Ionen zwischen zwei Festkörpern hin- und herwandern, und ist damit der geistige Vater moderner Batterien einschließlich des Lithiumionenakkumulators, der in den 1990er Jahren auf den Markt gebracht wurde. Er ist ein Pionier bei der Entwicklung von Polymerelektrolyten und damit auch ein Wegbereiter des Lithium-Polymer-Akkumulators.

## Leben
Michel Armand erlangte 1968 seinen Master in Chemie. Danach arbeitete er als Fulbright-Stipendiat 1970 bis 1971 für 18 Monate in der von Robert Huggins geführten materialwissenschaftlichen Abteilung der Stanford University. Zu dieser Zeit forschte dort auch Michael S. Whittingham an Festelektrolyten. 1978 erhielt Armand an der Universität Grenoble mit einer Arbeit über Interkalationselektroden den Doktorgrad in Physik. 1982 bis 1983 war er am Lawrence Berkeley Laboratory tätig. Er wurde 1989 Directeur de recherche (Wissenschaftler mit Leitungsfunktionen) am Centre national de la recherche scientifique (CNRS). Von 1995 bis 2004 war er Professor an der Abteilung Chemie der Universität Montreal (UdM) in Kanada. Zusätzlich war er 2001 bis 2004 Direktor des Gemeinschaftslabors für elektroaktive Materialien (CNRS-UdM International Laboratory on Electroactive Materials). Danach ging er wieder ans CNRS, genauer nach Amiens, und arbeitete außerdem für die Université de Picardie Jules Verne.
Seit 2011 ist Armand für das CIC energiGUNE (Centre for Cooperative Research on Alternative Energies) im baskischen Álava tätig. Er ist dort Mitglied im wissenschaftlichen Beirat und leitet eine Forschungsgruppe zu Polymerelektrolyten.
Armand ist verheiratet und hat ein Kind.

## Schaffen
In Lithiumionenakkumulatoren wandern beim Laden und Entladen Lithiumionen zwischen Festkörpern hin und her. Diese behalten bei der Aufnahme oder Abgabe von Lithium ihre wesentliche Struktur. Eine solche Einlagerung wird Interkalation genannt. 1972 und 1973 veröffentlichte Armand Forschungsarbeiten zu entsprechenden Verbindungen und Reaktionen.

### Forschung, Entwicklung und Produktion
In den späten 1970er Jahren schlug Armand ein Akkumulatorkonzept vor, bei dem sowohl an der Pluspolseite als auch an der Minuspolseite strukturstabile feste Materialien verwendet werden, die Lithium aufnehmen und wieder abgeben können, d. h. Interkalationsmaterialien. Beim Laden und Entladen pendeln Lithiumionen zwischen den Elektroden hin und her; das Konzept wurde wegen der Hin- und Herbewegung „Schaukelstuhlbatterie“ (rocking chair battery) genannt. Sehr kurze Zeit nach Armands Vorschlag konnte Bruno Scrosati Lade- und Entladekurven einer entsprechenden Batteriezelle zeigen, die Titandisulfid und Lithiumwolframoxid als Elektrodenmaterialien nutzte.
Nachdem 1975 Daten zur Leitfähigkeit von Polyethylenoxid mit darin gelösten Salzen veröffentlicht worden waren, erkannte Armand, dass sich solche Polymerelektrolyte für die Anwendung in elektrochemischen Energiespeichern eignen, und er reichte zusammen mit Michel Duclot entsprechende Patente ein. Er hatte erkannt, dass bei der Verwendung der festen Interkalationselektroden, die im Batteriebetrieb Lithium aufnehmen und wieder abgeben, weiche Elektrolyte vorteilhaft sind. Mit seiner Forschung wurde er zum Pionier der polymeren Festelektrolyte und der Lithium-Polymer-Batterie.
Die Arbeitsgruppe von John B. Goodenough hatte 1997 das Lithiumeisenphosphat LiFePO4 (LFP) als neues Elektrodenmaterial für Lithiumionenakkumulatoren vorgeschlagen. Armand erkannte sofort, dass das neue Material sehr gut zu Polymerelektrolyten passte, und erfasste sein Entwicklungspotential als Erster. Um es technisch anwendbar zu machen, musste aufgrund der geringen elektrischen Leitfähigkeit von LFP zunächst ein Verfahren entwickelt werden, das LFP in der erforderlichen Reinheit lieferte und das die LFP-Elektrode durch feinverteilten Kohlenstoff elektrisch leitfähig machte. Armand baute eine Zusammenarbeit mit Goodenough auf, steuerte bedeutende Beiträge zur Lösung der Probleme bei und war somit an der Entwicklung und Kommerzialisierung des Lithium-Eisenphosphat-Akkumulators wesentlich beteiligt. Die Forschungsarbeiten in Montreal führten 2001 zur Gründung von Phostech Lithium Inc., eines Unternehmens zur Produktion von Lithiumeisenphosphat für die Anwendung in Akkumulatoren. 2012 erreichte Phostechs Werk eine Produktionskapazität von 2500 Tonnen jährlich.
Armand ist im wissenschaftlichen Beirat eines Herstellers von Superkondensatoren. Er war oder ist Mitherausgeber oder Beiratsmitglied verschiedener wissenschaftlicher Zeitschriften (Solid State Ionics, Journal of Applied Electrochemistry, Synthetic Metals, Journal of Power Sources, Bulletin of Electrochemistry).

### Anwendung der auf Armands Entwicklung beruhenden Lithium-Polymer-Akkus

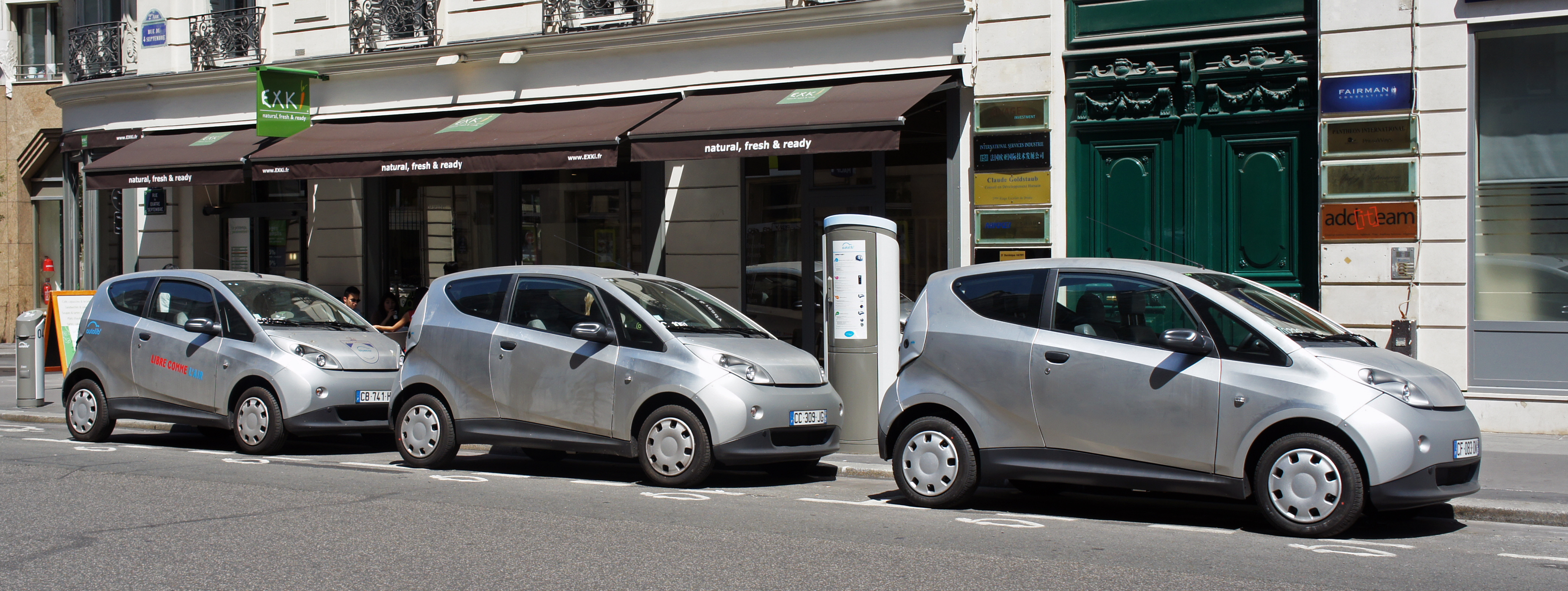
Drei Bolloré-Bluecars in Paris (2012)

Nachdem Armand gezeigt hatte, dass sein vor 1980 erfundener Lithium-Polymer-Akku mit Lithiumeisenphosphat leistungsfähiger wird, rückte eine technische Anwendung näher. Der französische Mischkonzern Bolloré gründete 2001 das Unternehmen BatScap, auch mit dem Ziel der Entwicklung von Lithium-Polymer-Akkus. Das CNRS beschloss 2003, die Batteriepatente an Phostech zu verkaufen. Nach Armands Meinung war der Verkaufspreis viel zu niedrig; er protestierte erfolglos beim Forschungsministerium. 2005 stellte Bolloré mit dem BlueCar das erste Elektroauto mit Polymerakku vor. 2011 begann die Serienproduktion, aus der über 4000 Fahrzeuge und damit ein beträchtlicher Anteil der Autos vom Autovermieter Autolib’ übernommen wurden.

## Werke
Armand hat 30 Doktoranden betreut und 200 Patente eingereicht. Laut der Datenbank Scopus veröffentlichte er mindestens 420 wissenschaftliche Aufsätze. Zum Stand Juni 2021 war sein Scopus-h-Index 87. ResearchGate nennt über 540 Werke.
Zu seinen am häufigsten zitierten Veröffentlichungen zählen:
- Polymer solid electrolytes – an overview, 1983[24]
- mit Jean-Marie Tarascon: Issues and challenges facing rechargeable lithium batteries, 2001 (über 14300-mal zitiert)[25]
- mit Jean-Marie Tarascon: Building better batteries, 2008 (über 12800-mal zitiert)[26]
- mit Frank Endres, D. R. MacFarlane, H. Ohno, Bruno Scrosati: Ionic-liquid materials for the electrochemical challenges of the future, 2009 (über 3400-mal zitiert)[27]

## Auszeichnungen (Auswahl)
Michel Armand hat über 15 Auszeichnungen und Preise erhalten. Dazu zählen:
- 1985 Faraday-Medaille der Electrochemistry Group der Royal Society of Chemistry[28]
- 1988 Battery Division Research Award der Electrochemical Society ECS[29]
- 1994 Pergamon-Medaille (heute Electrochimica Acta Gold Medal genannt) der International Society of Electrochemistry[30]
- 2000 Alessandro-Volta-Medaille der Europäischen Sektion der Electrochemical Society[31]
- 2006 Ehrendoktorwürde der Universität Uppsala, Fakultät für Wissenschaft und Technologie[32]
- 2012 Aymé-Poirson-Preis (Prix Aymé Poirson) der Académie des sciences, Paris[33]
- 2016 Medaille für hervorragende Leistung (IBA Medal of Excellence) der International Battery Association IBA[34]
- 2016 Ehrendoktorwürde der Deakin University in Melbourne, Australien.[35] Armand hat dort auch eine Ehrenprofessur inne.[36]

Als 2019 der Nobelpreis für Chemie „für die Entwicklung von Lithium-Ionen-Batterien“ verliehen wurde, war Armand trotz seiner wichtigen Beiträge dazu nicht unter den Preisträgern. Er wurde daher als der „vergessene“ Forscher bezeichnet. Die Regeln für die Vergabe der Nobelpreise sehen vor, dass ein Preis zwischen höchstens drei Laureaten geteilt werden kann. Die Vergabekommission der Königlich Schwedischen Akademie der Wissenschaften entschied sich für John Goodenough aus den USA, M. Stanley Whittingham aus Großbritannien – beide haben mit Armand zusammengearbeitet – sowie Akira Yoshino aus Japan. Sie haben die Lithiumionenbatterie verwirklicht. Wegen der Höchstzahl von drei Geehrten konnte der Franzose Armand, der das Konzept dieses Energiespeichers entworfen hatte, nicht mehr berücksichtigt werden.